# Garralda
Garralda è un comune spagnolo di 200 abitanti situato nella comunità autonoma della Navarra.